# Aartsbisdom Las Vegas

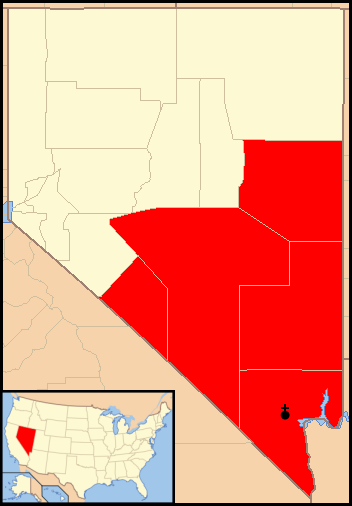
Het aartsbisdom Las Vegas (rood) binnen de staat Nevada

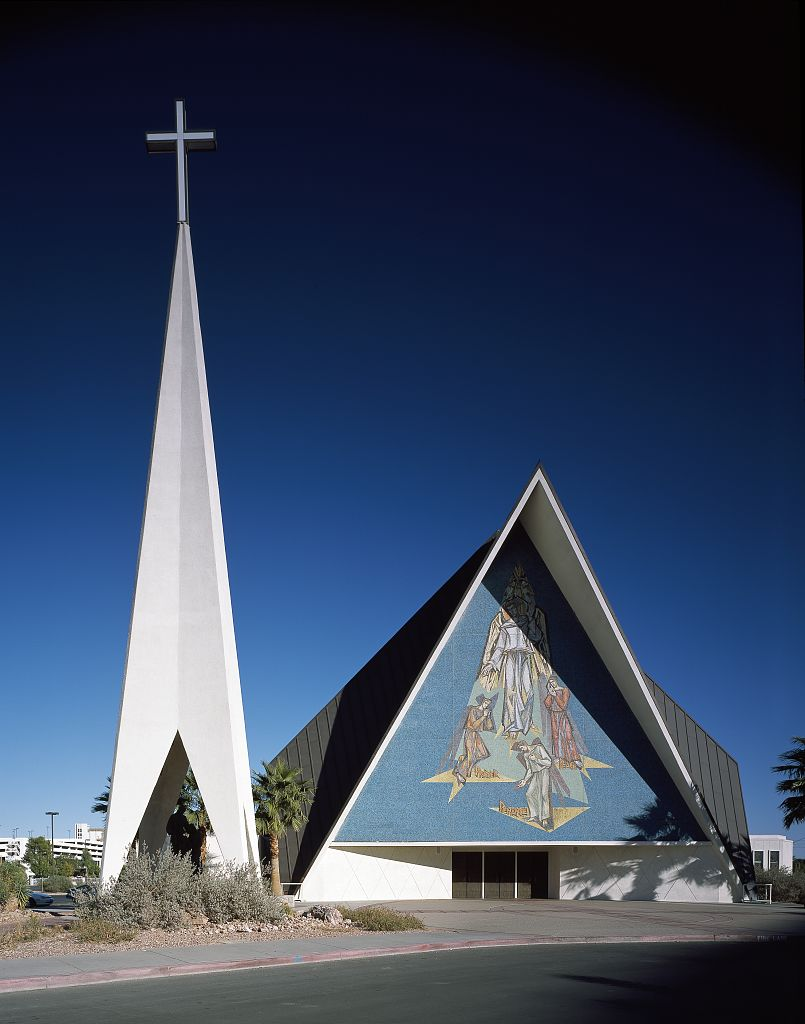
Guardian Angel Cathedral

Het aartsbisdom Las Vegas (Latijn: Archidioecesis Campensis) is een rooms-katholiek metropolitaan aartsbisdom in de Amerikaanse staat Nevada met als zetel Las Vegas.
Het aartsbisdom heeft een oppervlakte van 103.189 km2 en omvat het zuidelijk deel van Nevada met de county's White Pine, Esmeralda, Nye, Lincoln en Clark.

## Geschiedenis
De eerste katholieke missionarissen, Spaanse franciscanen, waren vanaf 1776 actief op het grondgebied van het huidige Nevada. In 1853 viel het gebied onder het nieuwe aartsbisdom San Francisco. In 1860 kwam het onder het apostolisch vicariaat van Marysville in Californië en in 1886 onder het apostolisch vicariaat van Salt Lake City. In 1931 werd het bisdom Reno opgericht dat toen de hele staat Nevada omvatte. In 1976 kreeg het bisdom de nieuwe naam Reno-Las Vegas en werd de kerk van Guardian Angel Shrine co-kathedraal van het bisdom. Door de groei van de (katholieke) bevolking in zuidelijk Nevada werd het bisdom in 1995 gesplitst.
In 2019 telde het bisdom dertig parochies. Het bisdom telde in 2019 1.960.000 inwoners waarvan 29,3% rooms-katholiek was. 
Op 30 mei 2023 werd de kerkprovincie Las Vegas ingesteld. Het bisdom Las Vegas werd tegelijkertijd omgezet in een aartsbisdom. De bisdommen Reno en Salt Lake City, tot die datum suffragaan aan het aartsbisdom San Francisco, werden toegevoegd aan de kerkprovincie Las Vegas.

## Bisschoppen
- Daniel Francis Walsh (1995-2000)
- Joseph Anthony Pepe (2001-2018)
- George Leo Thomas (2018-2023)

## Aartsbisschoppen
- George Leo Thomas (2023-heden)

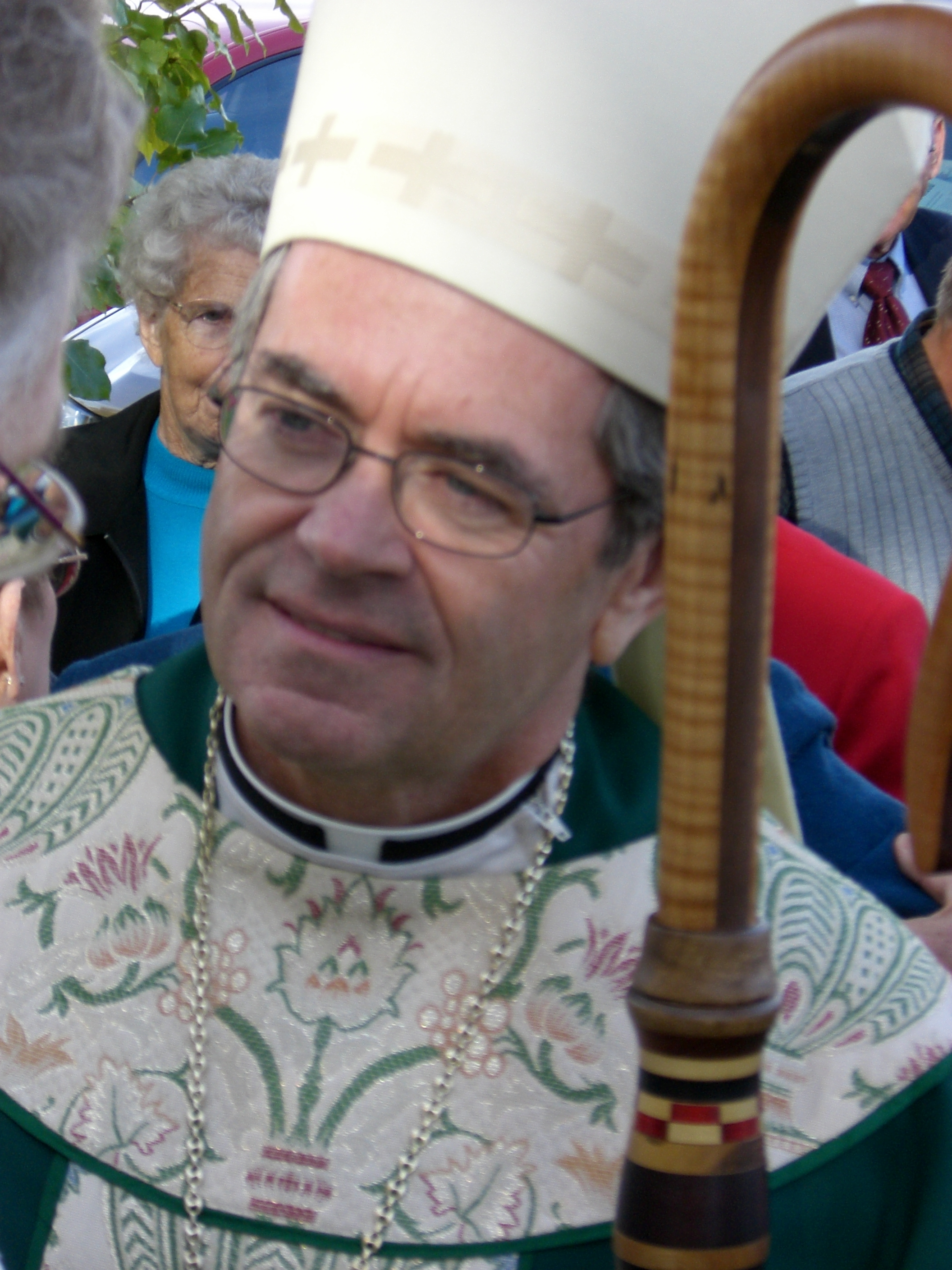
George Leo Thomas